# Sunquest
Sunquest este un complex turistic din stațiunea Venus, județul Constanța, România .

## Istoric
Complexul, format dintr-un hotel, restaurant, două săli de conferință și două piscine, aparține firmei Sunquest, deținută de omul de afaceri Nelu Mirea.
Hotelul, clasificat la trei stele, este structurat pe cinci nivele și are 127 de camere duble.